# Карлос III де Бурбон на лов за лиски в езерото Ликола
„Карлос III де Бурбон на лов за лиски в езерото Ликола“ (на италиански: Carlo di Borbone a caccia di folaghe sul lago di Licola) е картина на френския художник Клод Жозеф Верне от 1746 г. Картината (155 х 75 см) е изложена в Зала 33 на Национален музей „Каподимонте“ в Неапол (Италия). Използваната техника е маслени бои върху платно.

## История
Картината е поръчана на художника Клод Жозеф Верне лично от крал Карлос III де Бурбон. Тя е рисувана по време на втория престой на художника в Неапол и изобразява така предпочитаната от кралския двор ловна тема. Първоначално платното е поставено в Кралския дворец в Неапол, по-късно е преместено в Кралския дворец в Казерта, а през 1938 г. е окончателно преместено и изложено в Кралския апартамент в Музей „Каподимонте“, Неапол. Копие на картината, с малко по-голям размер, поръчано от  Маркиз дьо Л'Опитал – френски посланик в Неапол и нарисувано от Верне, е изложено във Версайския дворец, Франция.

## Описание
Творбата изобразява краля с неговия двор, ангажиран в ловно пътуване с лодки, вероятно организирано по повод посещението на важен гост: тази сцена е изобразена на преден план, като Карлос III е изобразен точно в момента, в който уцелва с изстрел на пушката си лиска. Както свидетелства самият Верне, мястото трябва да е езерото Патрия, но гледките на фона, а именно Нос Кума и остров Иския предполагат, че това е блато, специално създадено чрез наводнения през зимата между езерото Ликола (Поцуоли) и Варкатуро, за да задоволи ловната страст на краля. Интересно е небето, с преминаването на черен облак, който закрива сцената, почти в контраст с червените и бели петна, дадени от дрехите на участниците в лова.